# Belle Brockhoff
Belle Brockhoff, née le 12 janvier 1993 à Melbourne, est une snowboardeuse australienne spécialisée dans les épreuves de cross.

## Biographie
Belle Brockhoff fait ses débuts en Coupe du monde en décembre 2010 à Telluride. Deux ans plus tard, elle monte sur son premier podium à Montafon avant d'être sélectionnée pour ses premiers championnats du monde.
À l'approche des Jeux olympiques de Sotchi 2014, elle dévoile son homosexualité et se rallie aux protestations contre la loi anti-propagande homosexuelle, tout en montrant de la prudence,. Elle se classe huitième du cross olympique.

## Palmarès

### Jeux olympiques d'hiver
| Épreuve / Édition | Sotchi 2014 |
| Cross             | 8e          |

### Championnats du monde
| Épreuve / Édition          | Stoneham 2013 | Kreischberg 2015 | Sierra Nevada 2017 | Idre Fjäll 2021      |
| Snowboardcross             | 13e           | 7e               | DNS.               | 4e                   |
| Snowboardcross par équipes | -             | -                | -                  | Médaille d'or, monde |

### Coupe du monde de snowboard
- Meilleur classement en cross : 2e en 2020.
- 17 podiums dont 4 victoires.

#### Détails des victoires en Coupe du monde
| Épreuve / Édition | Snowboard Cross |
| ----------------- | --------------- |
| 2015-2016         | Baqueira Beret  |
| 2016-2017         | Bansko Montafon |
| 2019-2020         | Big White       |